# Julita Vilà Port
Julita Vilà i Port (Arbúcies 16 de juny de 1847- Palafrugell 14 de novembre 1886). Es casà amb Josep Solà Bofill, natural de Palafrugell, a la mateixa vila, el 8 d'agost de 1881.
Va ser mestra de l'escola pública elemental de nenes de Palafrugell. Tenim constància de la seva feina a partir d'un informe seu de l'any 1881, on afirmava que feia onze anys que era mestra (tres com a interina i vuit de mestra titular). Desenvolupava la seva feina al primer pis de l'edifici "una sala rectangular en un primer pis amb finestres al nord i sud, que donen bastanta llum", segons descrivia ella mateixa. Hi tenia cent alumnes, de les quals unes vuitanta hi assitien regularment. Seixanta eren menors de deu anys, i quaranta tenien més de deu anys. Hom troba l'opinió satisfactòria de l'inspector Ricardo Tena que visità l'escola i digué: "La pública de niñas dirigida por D. Julita Vilà, celosa e inteligente profesora. He observado con satisfacción orden y disciplina en la clase y alumnas muy bien instruidas en todas las materias que abraza el programa elemental de enseñanza. Son notables el celo y aplicación de la profesora que tiene que desenvolverse en un local bastante reducido y luchar con el inconveniente de un material escaso y malo".
Va morir a Palafrugell, a l'edat de 39 anys, després de donar a llum a la seva quarta filla. Deixava quatre fills: Eduard, Emili, Assumpció i Teresa Solà i Vilà.